# Lysiteles maius
Lysiteles maius es una especie de araña cangrejo del género Lysiteles, familia Thomisidae, orden Araneae.

## Distribución
Esta especie se encuentra en Asia: Rusia (Sur de Siberia, Lejano Oriente) y desde Nepal hasta Japón.

## Taxonomía
Fue descrita científicamente por Ono en 1979.
Tratamiento taxonómico
La especie aparece registrada y publicada en Thomisidae aus dem Nepal-Himalaya. II. Das Genus Lysiteles Simon 1895 (Arachnida: Araneae). Senckenbergiana Biologica 60: 91–108.